# براد مالون
براد مالون هو لاعب هوكي الجليد كندي، ولد في 20 مايو 1989 في ميراميتشي ‏ في كندا.

## وصلات خارجية
- براد مالون على موقع دوري الهوكي الوطني (الإنجليزية)
- براد مالون على موقع EliteProspects.com (الإنجليزية)
- براد مالون على موقع HockeyDB.com (الإنجليزية)
- براد مالون على موقع Hockey-Reference.com (الإنجليزية)